# UTC+9:00

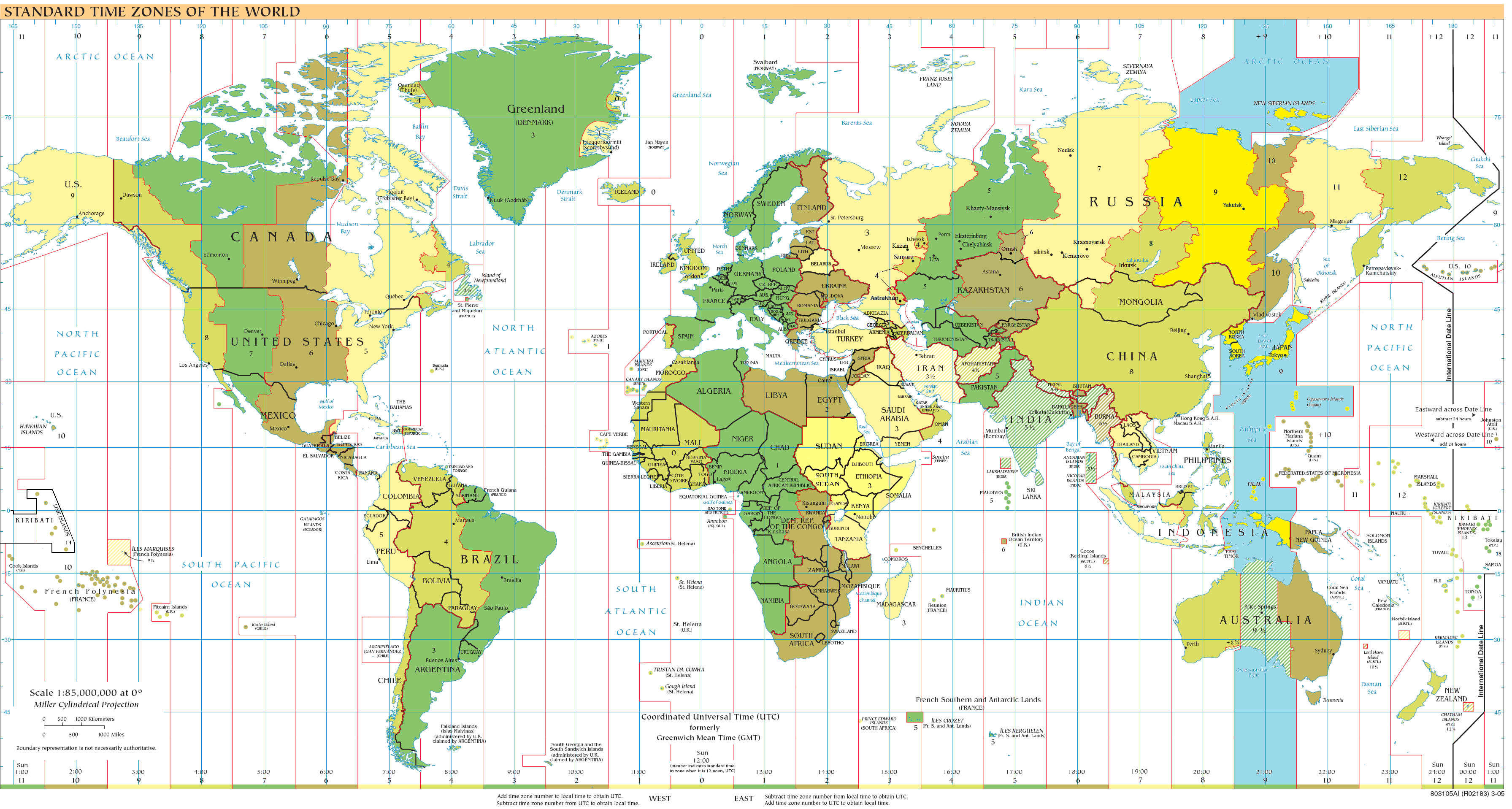
UTC+9 на карте часовых поясов мира
ярко жёлтым — круглогодичная зона UTC+9, включая якутское время;
голубым — зона UTC+9 в океанах

UTC+9 — часовой пояс для:

## Круглый год
- Россия (часть)[1]:
  - Якутское время (YAKT)
    -  Якутия (западная и центральная часть, включая Якутск)
    -  Амурская область
    -  Забайкальский край
- Республика Корея (KST — Корейское стандартное время)
- КНДР (PYT — Пхеньянское время)[2]
- Япония (JST — Японское стандартное время)
- Палау (PWT — Палауское время)
- Индонезия (восточная часть):
  - Восточно-Индонезийское время (WIT)
    - Западная Новая Гвинея
    - Малуку
    - Северное Малуку
- Восточный Тимор